# 혁명주의자군
혁명주의자군(아랍어: جيش الثوار) 또는 자이시 알투와르는 시리아 내전에 참여하는 쿠르드족 인민수호부대와 동맹을 맺은 시리아의 다민족 반군 동맹이다. 2015년 5월 설립된 이 군대는 아라비아인, 쿠르드족, 투르크멘인을 통합시킨 부대 중 하나로 고려된다. 이 부대는 시리아 정권 및 이슬람 국가(ISIL)과 맞서는 것이 주요 목표로 북부 시리아에서 민주적인 반군의 범위 안에 드는 반군 동맹 중 한 곳이 될 것이라고 기대되었다.

## 설립
2015년 5월 3일 해체된 하잠 운동과 시리아 혁명 전선의 북부 지부의 다수 회원들이 알누스라 전선 및 그들의 연합군과의 충돌에서 패배했다. 2015년 10월, 알레포 주에서 이들은 유프라테스 화산 작전실의 일부에 참여했다.

### 시리아 민주군과의 통합
여러 반대에도 불구하고 반군 동맹은 시리아 쿠르드족인 인민수호부대와 동맹을 맺었다. 이들은 이슬람 반군 부대와 자주 충돌을 벌였고, 알누스라 전선과 같은 강경파 이슬람주의자들과 충돌을 벌였다. 이들은 터키의 지원을 받지도 않았으며, 미국의 지원도 받지 않았다. 무기는 모두 시리아 지역에서 온 것으로 알려졌다. 이들은 인민수호부대 및 다른 반IS군대와 유대 관계를 맺었으며 2015년 10월 시리아 민주군 설립에 참여했다.

## 같이 보기
- 라카 혁명전선